# Gul tuvmyra
Gul tuvmyra (Lasius flavus) är en myrart som är vanlig i Sverige

## Kännetecken
Den gula tuvmyran är mellan 2 och 9 millimeter lång och gulaktigt färgad till skillnad från dess nära släkting svartmyran.

## Utbredning
Den gula tuvmyran är vanlig i Sverige. Den finns i Europa, Asien, Nordafrika och Nordamerika.

## Levnadssätt
Den gula tuvmyran lever ett betydligt mer tillbakadraget liv än svartmyran. Den lever ofta i en grästuva eller under stenar. Där håller den 'husdjur' i form av bladlöss och sköldlöss som lever på rötterna. Myrorna lever på lössens honungsdagg och har inget behov av att lämna boet. Därför ser man dem inte så ofta. 